# Список астероїдів (35001—35100)
| Назва                            | Тимчасове позначення | Дата відкриття    | Місце відкриття             | Відкривач                        |
| -------------------------------- | -------------------- | ----------------- | --------------------------- | -------------------------------- |
| (35001) 1978 VN4                 | 1978 VN4             | 7 листопада 1978  | Паломарська обсерваторія    | Е. Гелін, Ш. Дж. Бас             |
| (35002) 1978 VY8                 | 1978 VY8             | 7 листопада 1978  | Паломарська обсерваторія    | Е. Гелін, Ш. Дж. Бас             |
| (35003) 1979 MT1                 | 1979 MT1             | 25 червня 1979    | Обсерваторія Сайдинг-Спрінг | Е. Гелін, Ш. Дж. Бас             |
| (35004) 1979 MC3                 | 1979 MC3             | 25 червня 1979    | Обсерваторія Сайдинг-Спрінг | Е. Гелін, Ш. Дж. Бас             |
| (35005) 1979 MY3                 | 1979 MY3             | 25 червня 1979    | Обсерваторія Сайдинг-Спрінг | Е. Гелін, Ш. Дж. Бас             |
| (35006) 1979 ON8                 | 1979 ON8             | 24 липня 1979     | Обсерваторія Сайдинг-Спрінг | Ш. Дж. Бас                       |
| (35007) 1979 OD11                | 1979 OD11            | 24 липня 1979     | Обсерваторія Сайдинг-Спрінг | Ш. Дж. Бас                       |
| (35008) 1980 FZ2                 | 1980 FZ2             | 16 березня 1980   | Обсерваторія Ла-Сілья       | Клаес-Інґвар Лаґерквіст          |
| (35009) 1980 US1                 | 1980 US1             | 31 жовтня 1980    | Паломарська обсерваторія    | Ш. Дж. Бас                       |
| (35010) 1981 DV1                 | 1981 DV1             | 28 лютого 1981    | Обсерваторія Сайдинг-Спрінг | Ш. Дж. Бас                       |
| (35011) 1981 DU2                 | 1981 DU2             | 28 лютого 1981    | Обсерваторія Сайдинг-Спрінг | Ш. Дж. Бас                       |
| (35012) 1981 EU2                 | 1981 EU2             | 2 березня 1981    | Обсерваторія Сайдинг-Спрінг | Ш. Дж. Бас                       |
| (35013) 1981 EL3                 | 1981 EL3             | 2 березня 1981    | Обсерваторія Сайдинг-Спрінг | Ш. Дж. Бас                       |
| (35014) 1981 EX5                 | 1981 EX5             | 7 березня 1981    | Обсерваторія Сайдинг-Спрінг | Ш. Дж. Бас                       |
| (35015) 1981 EO6                 | 1981 EO6             | 6 березня 1981    | Обсерваторія Сайдинг-Спрінг | Ш. Дж. Бас                       |
| (35016) 1981 EC7                 | 1981 EC7             | 6 березня 1981    | Обсерваторія Сайдинг-Спрінг | Ш. Дж. Бас                       |
| (35017) 1981 EG7                 | 1981 EG7             | 6 березня 1981    | Обсерваторія Сайдинг-Спрінг | Ш. Дж. Бас                       |
| (35018) 1981 EX9                 | 1981 EX9             | 1 березня 1981    | Обсерваторія Сайдинг-Спрінг | Ш. Дж. Бас                       |
| (35019) 1981 EH10                | 1981 EH10            | 1 березня 1981    | Обсерваторія Сайдинг-Спрінг | Ш. Дж. Бас                       |
| (35020) 1981 EJ12                | 1981 EJ12            | 1 березня 1981    | Обсерваторія Сайдинг-Спрінг | Ш. Дж. Бас                       |
| (35021) 1981 ER12                | 1981 ER12            | 1 березня 1981    | Обсерваторія Сайдинг-Спрінг | Ш. Дж. Бас                       |
| (35022) 1981 EK13                | 1981 EK13            | 1 березня 1981    | Обсерваторія Сайдинг-Спрінг | Ш. Дж. Бас                       |
| (35023) 1981 EO14                | 1981 EO14            | 1 березня 1981    | Обсерваторія Сайдинг-Спрінг | Ш. Дж. Бас                       |
| (35024) 1981 EV14                | 1981 EV14            | 1 березня 1981    | Обсерваторія Сайдинг-Спрінг | Ш. Дж. Бас                       |
| (35025) 1981 EA15                | 1981 EA15            | 1 березня 1981    | Обсерваторія Сайдинг-Спрінг | Ш. Дж. Бас                       |
| (35026) 1981 EM16                | 1981 EM16            | 6 березня 1981    | Обсерваторія Сайдинг-Спрінг | Ш. Дж. Бас                       |
| (35027) 1981 ET18                | 1981 ET18            | 2 березня 1981    | Обсерваторія Сайдинг-Спрінг | Ш. Дж. Бас                       |
| (35028) 1981 ET21                | 1981 ET21            | 2 березня 1981    | Обсерваторія Сайдинг-Спрінг | Ш. Дж. Бас                       |
| (35029) 1981 EM22                | 1981 EM22            | 2 березня 1981    | Обсерваторія Сайдинг-Спрінг | Ш. Дж. Бас                       |
| (35030) 1981 EW22                | 1981 EW22            | 2 березня 1981    | Обсерваторія Сайдинг-Спрінг | Ш. Дж. Бас                       |
| (35031) 1981 EE23                | 1981 EE23            | 3 березня 1981    | Обсерваторія Сайдинг-Спрінг | Ш. Дж. Бас                       |
| (35032) 1981 EL26                | 1981 EL26            | 2 березня 1981    | Обсерваторія Сайдинг-Спрінг | Ш. Дж. Бас                       |
| (35033) 1981 EA27                | 1981 EA27            | 2 березня 1981    | Обсерваторія Сайдинг-Спрінг | Ш. Дж. Бас                       |
| (35034) 1981 EF27                | 1981 EF27            | 2 березня 1981    | Обсерваторія Сайдинг-Спрінг | Ш. Дж. Бас                       |
| (35035) 1981 ER29                | 1981 ER29            | 1 березня 1981    | Обсерваторія Сайдинг-Спрінг | Ш. Дж. Бас                       |
| (35036) 1981 EC30                | 1981 EC30            | 2 березня 1981    | Обсерваторія Сайдинг-Спрінг | Ш. Дж. Бас                       |
| (35037) 1981 EC32                | 1981 EC32            | 6 березня 1981    | Обсерваторія Сайдинг-Спрінг | Ш. Дж. Бас                       |
| (35038) 1981 EL32                | 1981 EL32            | 7 березня 1981    | Обсерваторія Сайдинг-Спрінг | Ш. Дж. Бас                       |
| (35039) 1981 EE33                | 1981 EE33            | 1 березня 1981    | Обсерваторія Сайдинг-Спрінг | Ш. Дж. Бас                       |
| (35040) 1981 EV33                | 1981 EV33            | 1 березня 1981    | Обсерваторія Сайдинг-Спрінг | Ш. Дж. Бас                       |
| (35041) 1981 ER34                | 1981 ER34            | 2 березня 1981    | Обсерваторія Сайдинг-Спрінг | Ш. Дж. Бас                       |
| (35042) 1981 EO36                | 1981 EO36            | 7 березня 1981    | Обсерваторія Сайдинг-Спрінг | Ш. Дж. Бас                       |
| (35043) 1981 EH38                | 1981 EH38            | 1 березня 1981    | Обсерваторія Сайдинг-Спрінг | Ш. Дж. Бас                       |
| (35044) 1981 ET40                | 1981 ET40            | 2 березня 1981    | Обсерваторія Сайдинг-Спрінг | Ш. Дж. Бас                       |
| (35045) 1981 EB42                | 1981 EB42            | 2 березня 1981    | Обсерваторія Сайдинг-Спрінг | Ш. Дж. Бас                       |
| (35046) 1981 EL43                | 1981 EL43            | 3 березня 1981    | Обсерваторія Сайдинг-Спрінг | Ш. Дж. Бас                       |
| (35047) 1981 EF44                | 1981 EF44            | 6 березня 1981    | Обсерваторія Сайдинг-Спрінг | Ш. Дж. Бас                       |
| (35048) 1981 EF45                | 1981 EF45            | 15 березня 1981   | Обсерваторія Сайдинг-Спрінг | Ш. Дж. Бас                       |
| (35049) 1981 EE46                | 1981 EE46            | 2 березня 1981    | Обсерваторія Сайдинг-Спрінг | Ш. Дж. Бас                       |
| (35050) 1981 EA47                | 1981 EA47            | 2 березня 1981    | Обсерваторія Сайдинг-Спрінг | Ш. Дж. Бас                       |
| (35051) 1981 ED47                | 1981 ED47            | 2 березня 1981    | Обсерваторія Сайдинг-Спрінг | Ш. Дж. Бас                       |
| (35052) 1982 JY1                 | 1982 JY1             | 15 травня 1982    | Паломарська обсерваторія    | Паломарська обсерваторія         |
| (35053) 1982 UA11                | 1982 UA11            | 25 жовтня 1982    | КрАО                        | Журавльова Людмила Василівна     |
| (35054) 1983 WK                  | 1983 WK              | 28 листопада 1983 | Станція Андерсон-Меса       | Едвард Бовелл                    |
| (35055) 1984 RB                  | 1984 RB              | 2 вересня 1984    | Паломарська обсерваторія    | Е. Гелін                         |
| 35056 Куллерс (Cullers)          | 1984 ST              | 28 вересня 1984   | Паломарська обсерваторія    | Керолін Шумейкер, Юджин Шумейкер |
| (35057) 1984 SP4                 | 1984 SP4             | 23 вересня 1984   | Обсерваторія Ла-Сілья       | Анрі Дебеонь                     |
| (35058) 1985 RP4                 | 1985 RP4             | 12 вересня 1985   | Обсерваторія Ла-Сілья       | Анрі Дебеонь                     |
| (35059) 1986 QM1                 | 1986 QM1             | 27 серпня 1986    | Обсерваторія Ла-Сілья       | Анрі Дебеонь                     |
| (35060) 1986 QG3                 | 1986 QG3             | 29 серпня 1986    | Обсерваторія Ла-Сілья       | Анрі Дебеонь                     |
| (35061) 1986 QL3                 | 1986 QL3             | 29 серпня 1986    | Обсерваторія Ла-Сілья       | Анрі Дебеонь                     |
| 35062 Сакураносьо (Sakuranosyou) | 1988 EP              | 12 березня 1988   | Кобусізава                  | Масару Іноуе, Осаму Мурамацу     |
| (35063) 1988 FD                  | 1988 FD              | 16 березня 1988   | Обсерваторія Кушіро         | Сейджі Уеда, Хіроші Канеда       |
| (35064) 1988 RE10                | 1988 RE10            | 14 вересня 1988   | Обсерваторія Серро Тололо   | Ш. Дж. Бас                       |
| (35065) 1988 SU1                 | 1988 SU1             | 16 вересня 1988   | Обсерваторія Серро Тололо   | Ш. Дж. Бас                       |
| (35066) 1988 SV1                 | 1988 SV1             | 16 вересня 1988   | Обсерваторія Серро Тололо   | Ш. Дж. Бас                       |
| (35067) 1989 LL                  | 1989 LL              | 4 червня 1989     | Паломарська обсерваторія    | Е. Гелін                         |
| (35068) 1989 SF4                 | 1989 SF4             | 26 вересня 1989   | Обсерваторія Ла-Сілья       | Ерік Вальтер Ельст               |
| (35069) 1989 SH4                 | 1989 SH4             | 26 вересня 1989   | Обсерваторія Ла-Сілья       | Ерік Вальтер Ельст               |
| (35070) 1989 TE3                 | 1989 TE3             | 7 жовтня 1989     | Обсерваторія Ла-Сілья       | Ерік Вальтер Ельст               |
| (35071) 1989 TE5                 | 1989 TE5             | 7 жовтня 1989     | Обсерваторія Ла-Сілья       | Ерік Вальтер Ельст               |
| (35072) 1989 TX6                 | 1989 TX6             | 7 жовтня 1989     | Обсерваторія Ла-Сілья       | Ерік Вальтер Ельст               |
| (35073) 1989 TG16                | 1989 TG16            | 4 жовтня 1989     | Обсерваторія Ла-Сілья       | Анрі Дебеонь                     |
| (35074) 1989 UF1                 | 1989 UF1             | 25 жовтня 1989    | Обсерваторія Ґекко          | Йошіакі Ошіма                    |
| (35075) 1989 XW1                 | 1989 XW1             | 2 грудня 1989     | Обсерваторія Ла-Сілья       | Ерік Вальтер Ельст               |
| 35076 Yataro                     | 1990 BA1             | 21 січня 1990     | Обсерваторія Ґейсей         | Тсутому Секі                     |
| (35077) 1990 OT2                 | 1990 OT2             | 30 липня 1990     | Паломарська обсерваторія    | Генрі Гольт                      |
| (35078) 1990 QB7                 | 1990 QB7             | 20 серпня 1990    | Обсерваторія Ла-Сілья       | Ерік Вальтер Ельст               |
| (35079) 1990 QR7                 | 1990 QR7             | 16 серпня 1990    | Обсерваторія Ла-Сілья       | Ерік Вальтер Ельст               |
| (35080) 1990 QH8                 | 1990 QH8             | 16 серпня 1990    | Обсерваторія Ла-Сілья       | Ерік Вальтер Ельст               |
| (35081) 1990 QT8                 | 1990 QT8             | 16 серпня 1990    | Обсерваторія Ла-Сілья       | Ерік Вальтер Ельст               |
| (35082) 1990 RJ3                 | 1990 RJ3             | 14 вересня 1990   | Паломарська обсерваторія    | Генрі Гольт                      |
| (35083) 1990 SP6                 | 1990 SP6             | 22 вересня 1990   | Обсерваторія Ла-Сілья       | Ерік Вальтер Ельст               |
| (35084) 1990 SP9                 | 1990 SP9             | 22 вересня 1990   | Обсерваторія Ла-Сілья       | Ерік Вальтер Ельст               |
| (35085) 1990 SL11                | 1990 SL11            | 16 вересня 1990   | Паломарська обсерваторія    | Генрі Гольт                      |
| (35086) 1990 TW8                 | 1990 TW8             | 14 жовтня 1990    | Обсерваторія Клеть          | Антонін Мркос                    |
| (35087) 1990 UE5                 | 1990 UE5             | 16 жовтня 1990    | Обсерваторія Ла-Сілья       | Ерік Вальтер Ельст               |
| (35088) 1990 VU4                 | 1990 VU4             | 15 листопада 1990 | Обсерваторія Ла-Сілья       | Ерік Вальтер Ельст               |
| (35089) 1990 WH1                 | 1990 WH1             | 18 листопада 1990 | Обсерваторія Ла-Сілья       | Ерік Вальтер Ельст               |
| (35090) 1990 WR1                 | 1990 WR1             | 18 листопада 1990 | Обсерваторія Ла-Сілья       | Ерік Вальтер Ельст               |
| (35091) 1990 WC2                 | 1990 WC2             | 18 листопада 1990 | Обсерваторія Ла-Сілья       | Ерік Вальтер Ельст               |
| (35092) 1990 WK6                 | 1990 WK6             | 21 листопада 1990 | Обсерваторія Ла-Сілья       | Ерік Вальтер Ельст               |
| 35093 Akicity                    | 1991 EH1             | 14 березня 1991   | Обсерваторія Ґейсей         | Тсутому Секі                     |
| (35094) 1991 GW2                 | 1991 GW2             | 8 квітня 1991     | Обсерваторія Ла-Сілья       | Ерік Вальтер Ельст               |
| (35095) 1991 GY3                 | 1991 GY3             | 8 квітня 1991     | Обсерваторія Ла-Сілья       | Ерік Вальтер Ельст               |
| (35096) 1991 GV4                 | 1991 GV4             | 8 квітня 1991     | Обсерваторія Ла-Сілья       | Ерік Вальтер Ельст               |
| (35097) 1991 GS5                 | 1991 GS5             | 8 квітня 1991     | Обсерваторія Ла-Сілья       | Ерік Вальтер Ельст               |
| (35098) 1991 GB7                 | 1991 GB7             | 8 квітня 1991     | Обсерваторія Ла-Сілья       | Ерік Вальтер Ельст               |
| (35099) 1991 GY7                 | 1991 GY7             | 8 квітня 1991     | Обсерваторія Ла-Сілья       | Ерік Вальтер Ельст               |
| (35100) 1991 NK                  | 1991 NK              | 8 липня 1991      | Паломарська обсерваторія    | Е. Гелін                         |

| ← Астероїди 30001—40000 → |             |             |             |             |             |             |             |             |             |
| 30001—30100               | 31001—31100 | 32001—32100 | 33001—33100 | 34001—34100 | 35001—35100 | 36001—36100 | 37001—37100 | 38001—38100 | 39001—39100 |
| 30101—30200               | 31101—31200 | 32101—32200 | 33101—33200 | 34101—34200 | 35101—35200 | 36101—36200 | 37101—37200 | 38101—38200 | 39101—39200 |
| 30201—30300               | 31201—31300 | 32201—32300 | 33201—33300 | 34201—34300 | 35201—35300 | 36201—36300 | 37201—37300 | 38201—38300 | 39201—39300 |
| 30301—30400               | 31301—31400 | 32301—32400 | 33301—33400 | 34301—34400 | 35301—35400 | 36301—36400 | 37301—37400 | 38301—38400 | 39301—39400 |
| 30401—30500               | 31401—31500 | 32401—32500 | 33401—33500 | 34401—34500 | 35401—35500 | 36401—36500 | 37401—37500 | 38401—38500 | 39401—39500 |
| 30501—30600               | 31501—31600 | 32501—32600 | 33501—33600 | 34501—34600 | 35501—35600 | 36501—36600 | 37501—37600 | 38501—38600 | 39501—39600 |
| 30601—30700               | 31601—31700 | 32601—32700 | 33601—33700 | 34601—34700 | 35601—35700 | 36601—36700 | 37601—37700 | 38601—38700 | 39601—39700 |
| 30701—30800               | 31701—31800 | 32701—32800 | 33701—33800 | 34701—34800 | 35701—35800 | 36701—36800 | 37701—37800 | 38701—38800 | 39701—39800 |
| 30801—30900               | 31801—31900 | 32801—32900 | 33801—33900 | 34801—34900 | 35801—35900 | 36801—36900 | 37801—37900 | 38801—38900 | 39801—39900 |
| 30901—31000               | 31901—32000 | 32901—33000 | 33901—34000 | 34901—35000 | 35901—36000 | 36901—37000 | 37901—38000 | 38901—39000 | 39901—40000 |